# Viridivora
Viridivora är ett släkte av tvåvingar. Viridivora ingår i familjen svampmyggor.
Kladogram enligt Catalogue of Life:
| Viridivora | \| \| Viridivora formosa \| \| \| \| \| \| Viridivora seguyi \| \| \| \| |
|            | \| \| Viridivora formosa \| \| \| \| \| \| Viridivora seguyi \| \| \| \| |
|            | Viridivora formosa                                                       |
|            |                                                                          |
|            | Viridivora seguyi                                                        |
|            |                                                                          |